# 何家埔村
何家埔村是中华人民共和国广东省广州市从化区太平镇所辖的一个行政村。村委会设在何家埔自然村，位于太平圩西面约4千米处，与牛心岭隔河相望。1958年人民公社化时与牛心岭村合并，称心星大队，于1974年分出。因驻地在何家埔村，故取名何家埔大队，1981改名为何星大队。1983年12月并入太平乡，1987年1月分出改称村，恢复原名为何家埔。辖4条自然村（何家埔一村、何家埔二村、新龙庄、新庄）。1998年时，全村共有262户，人口1135人。